# Odontocera nigrovittata
Odontocera nigrovittata là một loài bọ cánh cứng trong họ Cerambycidae.